# Даміан Домбровський
Даміан Домбровський (пол. Damian Dąbrowski, нар. 27 серпня 1992, Каменна Ґура, Польща)— польський футболіст, опорний півзахисник клубу «Погонь» (Щецин).

## Ігрова кар'єра

### Клубна
Даміан Домбровський є вихованцем клубу «Заглемб'є» (Любін). Саме в цьому клубі Домбровський дебютував на професійному рівні. З 2012 року футболіст грав в оренді. Спочатку це був клуб Другого дивізіону «Польковиці». Пізніше футболіст грав у клубі «Краковія», з яким після закінчення оренди Домбровський підписав контракт на постійній основі.
Провівши у Кракові шість сезонів і зігравши близько 200 матчів, у 2019 році Домбровський перебрався до клубу «Погонь» (Щецин). Влітку 2021 року футболіст продовжив контракт із клубом. Того ж року його було обрано новим капітаном команди.

### Збірна
У листопаді 2016 року Даміан Домбровський зіграв першу гру у складі національної збірної Польщі.

## Досягнення
Погонь
 Бронзовий призер Чемпіонату Польщі: 2020/21